# 芳名卡門
《芳名卡門》是法國導演尚盧·高達於1983年執導的電影，改編自普羅斯佩·梅里美經典歌劇《卡門》，但兩者劇情關聯非常淡薄。本片在第40屆威尼斯影展獲得金獅獎和最佳技術獎(攝影、音效)。

## 外部連結
- 互联网电影数据库（IMDb）上《芳名卡門》的资料（英文）
- 豆瓣电影上《芳名卡門》的資料 （简体中文）